# گوووچتسه (استان اوپوله)
گوووچتسه (به لاتین: Główczyce) یک روستا در لهستان است که در گمینا دوبروجنگ واقع شده‌است.